# Aniche
Aniche (Aussprache [aˈniʃ], niederländisch: Anik) ist eine französische Gemeinde mit 10.001 Einwohnern (Stand: 1. Januar 2022) im Département Nord in der Region Hauts-de-France. Sie gehört zum Arrondissement Douai und ist Mitglied im Gemeindeverband Communauté d’agglomération Cœur d’Ostrevent. Das Bureau centralisateur des gleichnamigen Kantons befindet sich in Aniche. Die Bewohner werden Anichois und Anichoises genannt.

## Geographie
Aniche liegt in der Landschaft Ostervant und wird umgeben von den Nachbargemeinden Bruille-lez-Marchiennes im Norden, Abscon im Nordosten und Osten, Mastaing im Südosten, Émerchicourt im Süden und Südwesten sowie Auberchicourt im Westen und Nordwesten. Die Gemeinde liegt auf einer seismischen Spalte. Im Dezember 1893 kam es zu einem Erdbeben.

## Geschichte

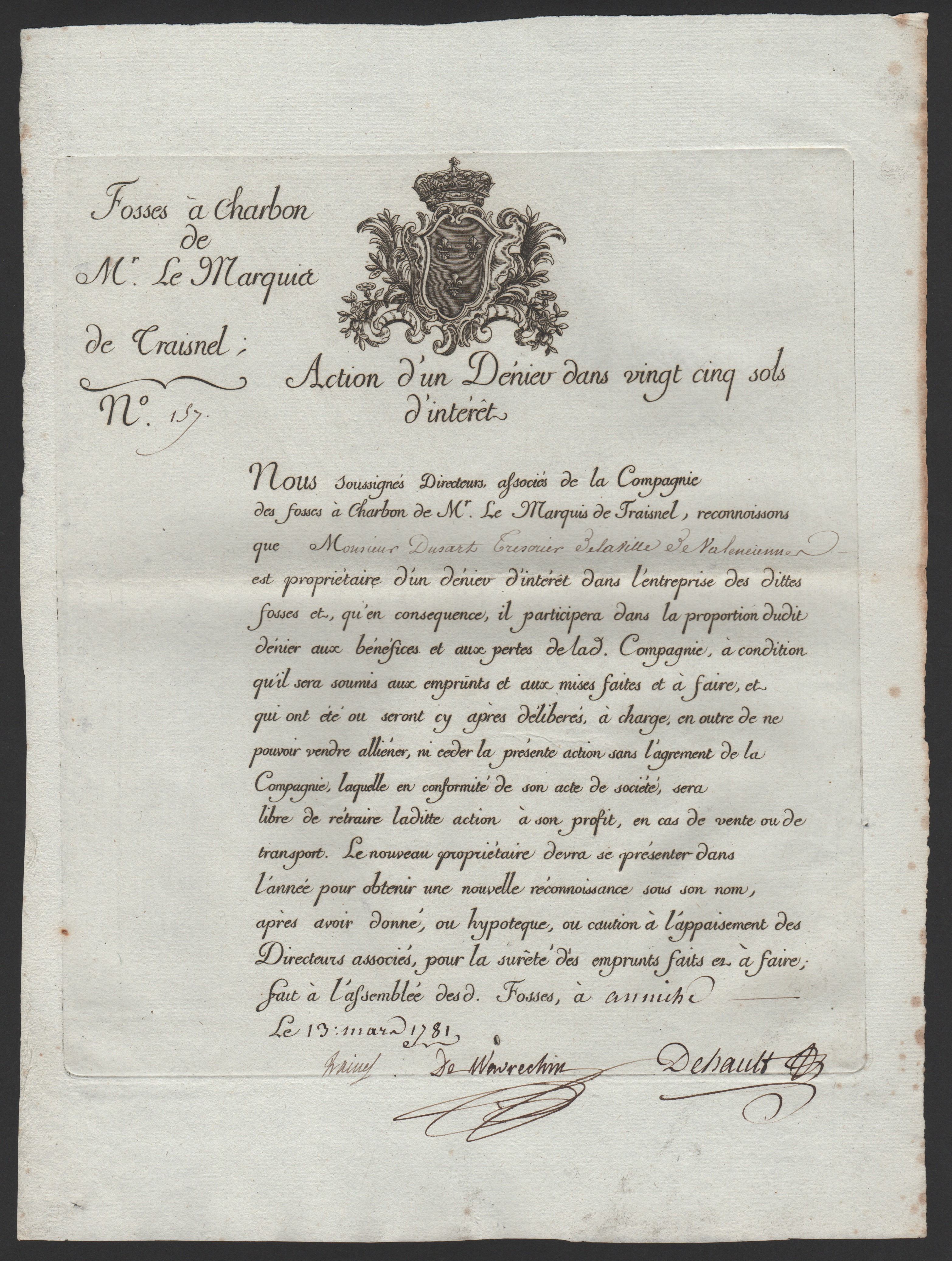
Aktie der Kohlengruben Comp. des Fosses à Charbon de Mr. Le Marquis de Traisnel aus Aniche vom 13. März 1781

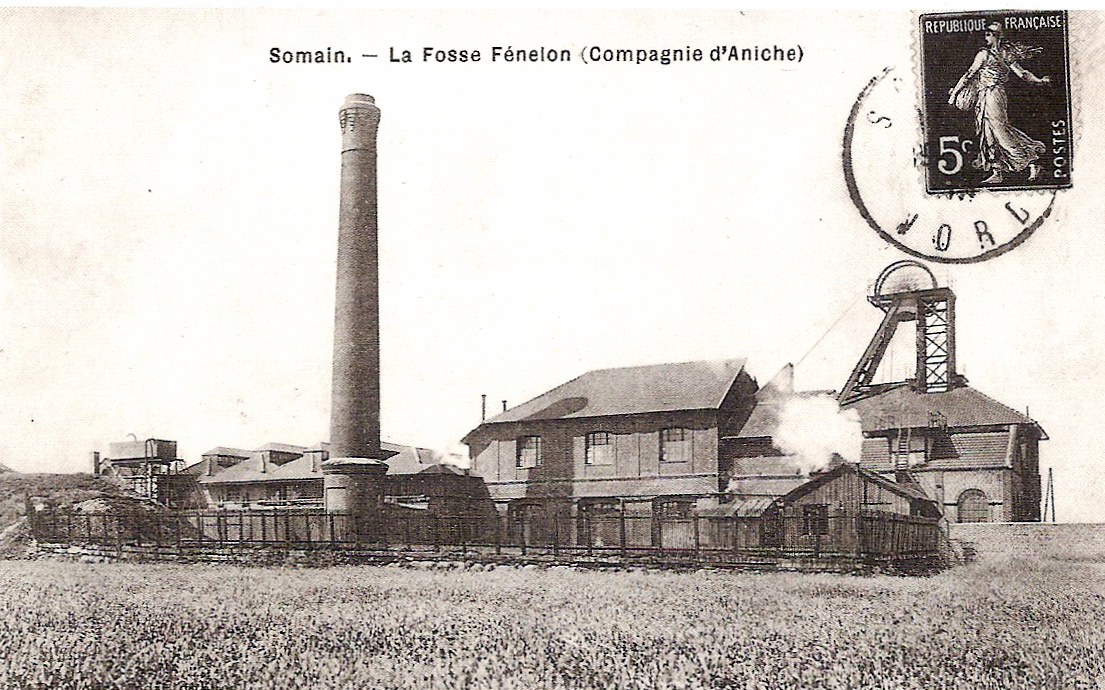
Bergwerk Fénelon (um 1900)

Im Jahr 1103 wurde der Ort erstmals als Anic erwähnt, 1113 dann als Enice und 1181 als Henice. Der Name Aniche tauchte erstmals 1219 auf.
Während des Hundertjährigen Kriegs hatte sich das Dorf auf die Seite der Engländer geschlagen. 1340 wurde es von den mit Frankreich verbundenen Einwohnern von Douai erobert und niedergebrannt. Unter Karl V. (1500–1558) wurde Aniche spanischer Besitz und kehrte erst mit dem Frieden von Nimwegen 1678 nach Frankreich zurück.
1788 wurde ein unterirdisches Steinkohlevorkommen entdeckt, was das Wachstum und die Veränderung des Orts begründete. Die Compagnie des mines d’Aniche erschloss die Flöze mit Bergwerken; bei zwei großen Grubenunglücken kamen 1827 im Schacht Saint Hyacinthe und 1854 in der Grube Saint-Édouard zahlreiche Menschen ums Leben. Im Jahr 1900 wurden bei der Explosion von 148 kg Dynamit im Bergwerk Fénelon 21 Arbeiter getötet. 1829 kam eine erste Glashütte hinzu, und Mitte des 19. Jahrhunderts war Aniche die „Hauptstadt“ der Glasscheibenherstellung Frankreichs.

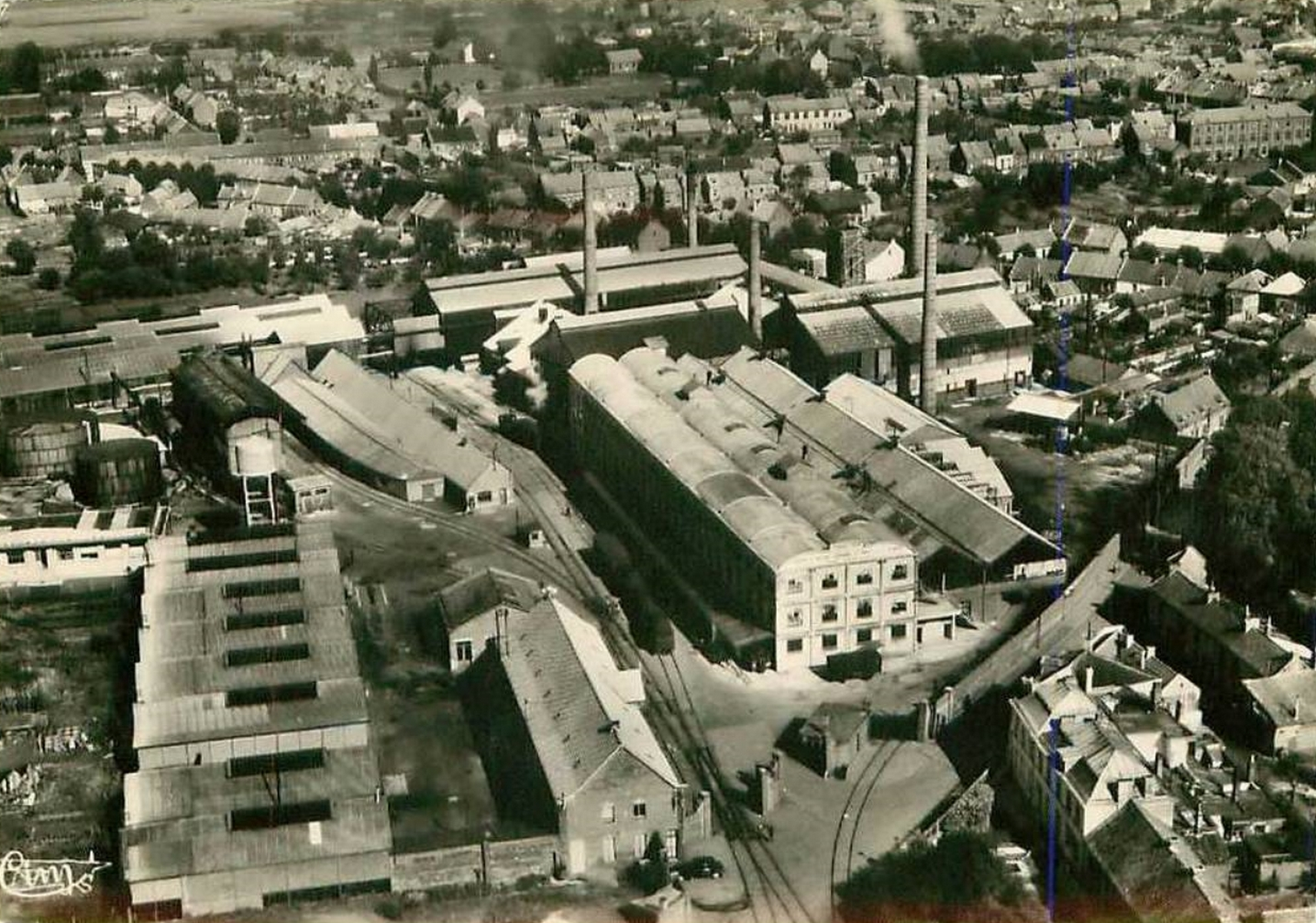
Glashütte (Anfang 20. Jahrhundert)

Im Ersten Weltkrieg war Aniche von September 1914 bis Oktober 1916 von den Deutschen besetzt. Vor ihrem Abzug deportierten sie die Bergwerksarbeiter, zerstörten einen Großteil der Industrie und den Turm der Kirche Saint-Martin. Am 20. Oktober 1918 wurde der Ort von britischen Soldaten befreit.
In der Zwischenkriegszeit erlebte Aniche den Niedergang des Bergbaus, das letzte Bergwerk wurde im Jahr 1938 stillgelegt. Kurz vor Beginn des Zweiten Weltkriegs endete auch die Glasindustrie. 1940 wurde der Ort erneut von den Deutschen besetzt.

### Bevölkerungsentwicklung
| Jahr                       | 1962   | 1968   | 1975 | 1982 | 1990 | 1999 | 2011   | 2020 |
| Einwohner                  | 10.419 | 10.190 | 9690 | 9533 | 9672 | 9768 | 10.509 | 9944 |
| Quellen: Cassini und INSEE |        |        |      |      |      |      |        |      |

## Sehenswürdigkeiten
Mit dem Idéal Cinéma – Jacques Tati hat Aniche das wohl älteste Kino der Welt.

## Verkehr

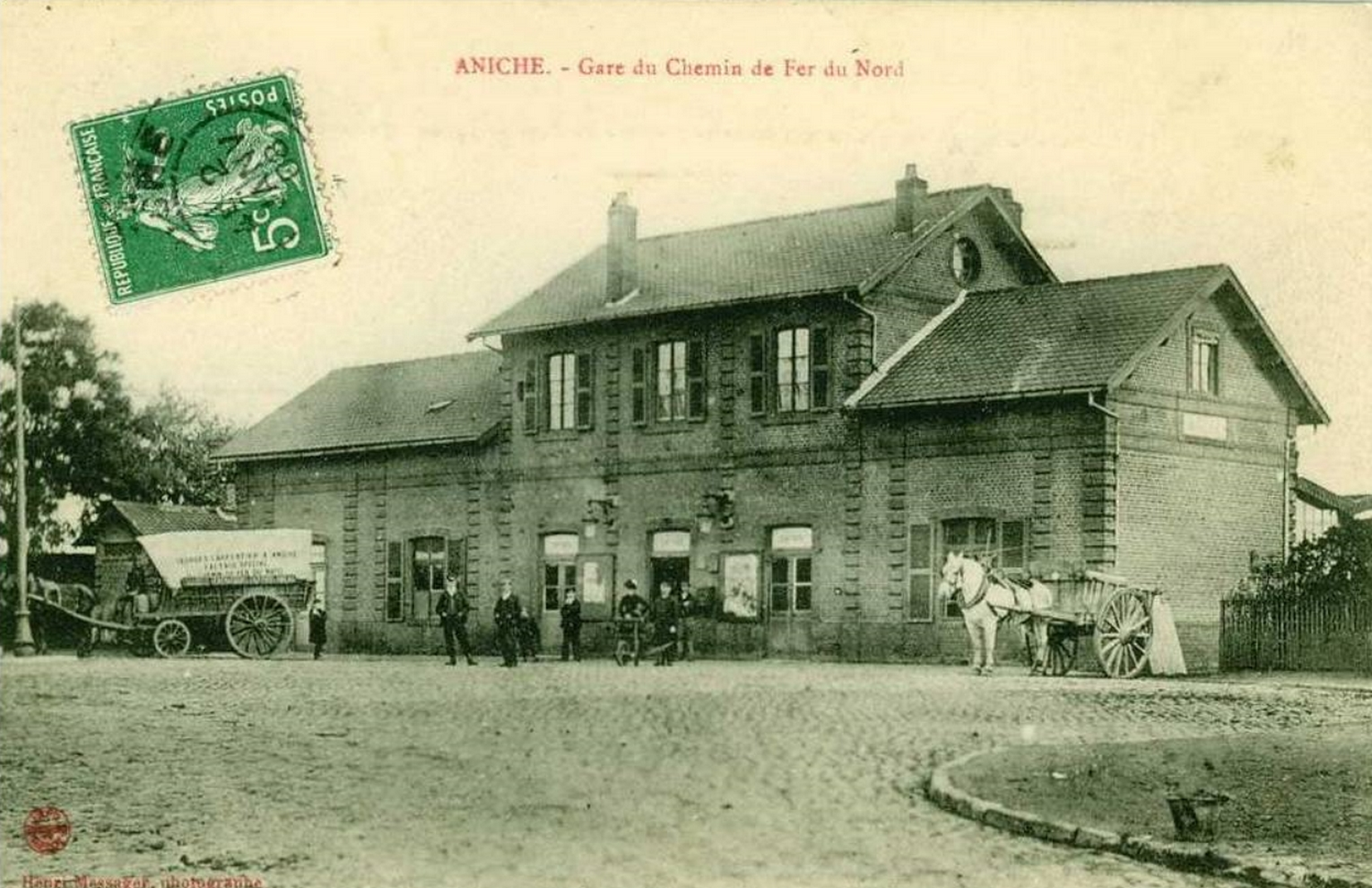
Empfangsgebäude des Bahnhofs Aniche (1903)

Aniche hatte einen Bahnhof an der Bahnstrecke Aubigny-au-Bac–Somain, die am 15. Juni 1882 von der Compagnie des chemins de fer de Picardie et des Flandres eröffnet und ab 1883 von der Compagnie des chemins de fer du Nord betrieben wurde. 1992 beendete die SNCF den Personenverkehr auf der Strecke, 2008 wurde der Güterschuppen und im Oktober 2010 das Empfangsgebäude abgebrochen. Die nächste Bahnstation ist der Bahnhof Somain, ca. 4,8 km von der Ortsmitte von Aniche entfernt.
In Aniche kreuzen sich die Departementsstraßen D 47 und D 645. Im Ort beginnt die D 150, und auch die D 943 führt durch das Gemeindegebiet. Nordöstlich der Gemeinde verläuft die Autobahn A 21 mit der nahen Anschlussstelle Somain-Centre.

## Gemeindepartnerschaften
Mit folgenden Gemeinden bestehen Partnerschaften:
- Nový Bor, Region Liberec, Tschechische Republik
- Bobingen, Bayern, Deutschland

## Persönlichkeiten
- Frédéric Deloffre (1921–2008), Romanist und Literaturwissenschaftler
- Lazare Gianessi (1925–2009), italofranzösischer Fußballspieler